# Escavallar
Escavallar és llevar cavalls de les vergues (sarments) dels ceps. Els cavalls són els ulls o rebrots que surten a la redolta d'un cep, i que, si abunden, els han d'aclarir perquè xuclen massa la redolta.
La feina d'escavallar sol incloure també, al mateix fer, aclarir els pàmpols que han sortit entre el raïm i el naixement de la verga i els que tapen massa els raïms i que, en dificultar-ne l'orejament i l'assolellament, en dificulten també la maduració i afavoreixen les malures.
Com podar, és una feina que cal fer manualment car, abans de llevar cavalls i pàmpols sobrers, el vinyater ha de valorar l'estat de cada cep. La mecanització de la viticultura n'ha fet una feina cada cop més rara, substituïda per l'acció de les retalladores mecàniques i l'aplicació de productes fitosanitaris preventius.